# María Vilas
Artikeln följer den spanska namnseden; faderns efternamn är Vilas och moderns efternamn Vidal.
María Vilas Vidal, född 31 maj 1996, är en spansk simmare.
Vilas Vidal tävlade i två grenar för Spanien vid olympiska sommarspelen 2016 i Rio de Janeiro. Hon blev utslagen i försöksheatet på både 800 meter frisim och 400 meter medley.